# Troféu Alfredo Di Stéfano
O Troféu Alfredo Di Stéfano (em espanhol, Trofeo Alfredo Di Stéfano) é um prêmio atribuído pelo jornal esportivo Marca para o melhor jogador do Campeonato Espanhol (La Liga).
O prêmio é nomeado pelo lendário jogador, Alfredo Di Stéfano. A primeira edição do troféu foi realizada ao fim da temporada 2007-08, tendo o atacante Raúl como vencedor.
O maior vencedor da história do prêmio é Lionel Messi.
O atual vencedor do prêmio é Luis Suárez.

## Vencedores

### Por temporada

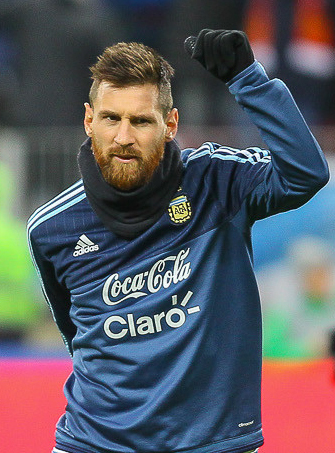
Lionel Messi É o maior vencedor da história do prêmio, com 7 vitórias no total.

| Temporada | Colocação | Jogador               | Equipe             |
| --------- | --------- | --------------------- | ------------------ |
| 2007–08   | 1°.       | Raúl                  | Real Madrid        |
| 2007–08   | 2°.       | Sergio Agüero         | Atlético de Madrid |
| 2007–08   | 3°.       | Iker Casillas         | Real Madrid        |
| 2008–09   | 1°.       | Lionel Messi          | Barcelona          |
| 2008–09   | 2°.       | Andrés Iniesta        | Barcelona          |
| 2008–09   | 3°.       | Diego Forlán          | Atlético de Madrid |
| 2009–10   | 1°.       | Lionel Messi          | Barcelona          |
| 2009–10   | 2°.       | Cristiano Ronaldo     | Real Madrid        |
| 2009–10   | 3°.       | Xavi                  | Barcelona          |
| 2010–11   | 1°.       | Lionel Messi          | Barcelona          |
| 2010–11   | 2°.       | Cristiano Ronaldo     | Real Madrid        |
| 2010–11   | 3°.       | Xavi                  | Barcelona          |
| 2011–12   | 1°.       | Cristiano Ronaldo     | Real Madrid        |
| 2011–12   | 2°.       | Lionel Messi          | Barcelona          |
| 2011–12   | 3°.       | Andrés Iniesta        | Barcelona          |
| 2012–13   | 1°.       | Cristiano Ronaldo     | Real Madrid        |
| 2012–13   | 2°.       | Lionel Messi          | Barcelona          |
| 2012–13   | 3°.       | Andrés Iniesta        | Barcelona          |
| 2013–14   | 1°.       | Cristiano Ronaldo     | Real Madrid        |
| 2013–14   | 2°.       | Diego Costa           | Atlético de Madrid |
| 2013–14   | 3°.       | Lionel Messi          | Barcelona          |
| 2014–15   | 1°.       | Lionel Messi          | Barcelona          |
| 2014–15   | 2°.       | Cristiano Ronaldo     | Real Madrid        |
| 2014–15   | 3°.       | Neymar                | Barcelona          |
| 2015–16   | 1°.       | Cristiano Ronaldo     | Real Madrid        |
| 2015–16   | 2°.       | Luis Suárez           | Barcelona          |
| 2015–16   | 3°.       | Antoine Griezmann     | Atlético de Madrid |
| 2016–17   | 1°.       | Lionel Messi          | Barcelona          |
| 2016–17   | 2°.       |                       |                    |
| 2016–17   | 3°.       |                       |                    |
| 2017–18   | 1°.       | Lionel Messi          | Barcelona          |
| 2017–18   | 2°.       |                       |                    |
| 2017–18   | 3°.       |                       |                    |
| 2018–19   | 1°.       | Lionel Messi          | Barcelona          |
| 2018–19   | 2°.       |                       |                    |
| 2018–19   | 3°.       |                       |                    |
| 2019–20   | 1°.       | Karim Benzema         | Real Madrid        |
| 2019–20   | 2º.       |                       |                    |
| 2019–20   | 3°.       |                       |                    |
| 2020-21   | 1º.       | Luis Suárez           | Atlético de Madrid |
| 2020-21   | 2.º       |                       |                    |
| 2020-21   | 3.º       |                       |                    |
| 2021–22   | 1°.       | Karim Benzema         | Real Madrid        |
| 2021–22   | 2º.       |                       |                    |
| 2021–22   | 3°.       |                       |                    |
| 2022–23   | 1°.       | Marc-André ter Stegen | Barcelona          |
| 2022–23   | 2º.       |                       |                    |
| 2022–23   | 3°.       |                       |                    |
| 2023–24   | 1°.       | Vinícius Júnior       | Real Madrid        |
| 2023–24   | 2º.       |                       |                    |
| 2023–24   | 3°.       |                       |                    |

### Por Jogador
| Pos. | Jogador               | Primeiro(s) | Segundo(s) | Terceiro(s) |
| ---- | --------------------- | ----------- | ---------- | ----------- |
| 1.   | Lionel Messi          | 7           | 2          | 1           |
| 2.   | Cristiano Ronaldo     | 4           | 3          | 0           |
| 3.   | Karim Benzema         | 2           | 0          | 0           |
| 4.   | Luis Suárez           | 1           | 1          | 0           |
| 5.   | Raúl                  | 1           | 0          | 0           |
| 6.   | Marc-André ter Stegen | 1           | 0          | 0           |
| 7.   | Vinícius Júnior       | 1           | 0          | 0           |
| 8.   | Andrés Iniesta        | 0           | 1          | 2           |
| 9.   | Sergio Agüero         | 0           | 1          | 0           |
| 10.  | Diego Costa           | 0           | 1          | 0           |
| 11.  | Xavi                  | 0           | 0          | 3           |
| 12.  | Iker Casillas         | 0           | 0          | 1           |
| 13.  | Neymar                | 0           | 0          | 1           |
| 14.  | Antoine Griezmann     | 0           | 0          | 1           |

### Por clube
| Prêmios | Clube              |
| ------- | ------------------ |
| 8       | Barcelona          |
| 8       | Real Madrid        |
| 1       | Atlético de Madrid |

### Por País
| Prêmios | País      |
| ------- | --------- |
| 7       | Argentina |
| 4       | Portugal  |
| 2       | França    |
| 1       | Espanha   |
| 1       | Uruguai   |
| 1       | Alemanha  |
| 1       | Brasil    |